# الطيبة (المنيا)
قرية الطيبة  هي إحدي القرى التابعة لمركز سمالوط بمحافظة المنيا في جمهورية مصر العربية. حسب إحصاءات سنة 2006، بلغ إجمالي السكان في الطيبة 24519 نسمة، منهم 12901 رجل و11618 امرأة.